# Kondrat Burłaj
Kondrat Burłaj, ukr. Кіндрат Бурляй (Бурлій, Бурлюй) (zm. w 1649) – pułkownik kozacki, jeden z przywódców powstania Chmielnickiego.
Kozak zaporoski – urodził się w rodzinie szlachecko-kozackiej pochodzenia turgskiego. Na początku XVII wieku wsławił się podczas łupieżczych wypraw kozackich na czarnomorskie wybrzeże tureckie. W 1624 dowodził wyprawą zakończoną zdobyciem Synopy.
Należał do starszyzny kozackiej, był jednym z dowódców podczas  powstania Chmielnickiego. Walczył jako pułkownik hadziacki w bitwie pod Piławcami (1648), wziął udział w oblężeniach Lwowa (1648), Zamościa (1648) i Zbaraża (1649).
Zginął 13 lipca 1649 podczas szturmu na zamek zbaraski, został zabity nad rzeczką Łubianką - poległ po bohaterskiej walce.
Burłaj jest jednym z bohaterów sienkiewiczowskiego Ogniem i mieczem:
Aleś, Burłaju, sławę swą kozaczą kochał więcej niż życie, dlategoś nie szukał ocalenia!